# Sacculina pustulata
Sacculina pustulata är en kräftdjursart som beskrevs av Hilbrand Boschma 1925. Sacculina pustulata ingår i släktet Sacculina och familjen Sacculinidae. Inga underarter finns listade i Catalogue of Life.